# Сибли (Илиноис)
Сибли (енгл. Sibley) град је у америчкој савезној држави Илиноис.

## Демографија
По попису из 2010. године број становника је 272, што је 57 (-17,3%) становника мање него 2000. године.
| Група             | 2000.       | 2010.       |
| Белци             | 322 (97,9%) | 264 (97,1%) |
| Афроамериканци    | 0 (0,0%)    | 0 (0,0%)    |
| Азијати           | 0 (0,0%)    | 0 (0,0%)    |
| Хиспаноамериканци | 5 (1,5%)    | 4 (1,5%)    |
| Укупно            | 329         | 272         |